# Рамзессеум

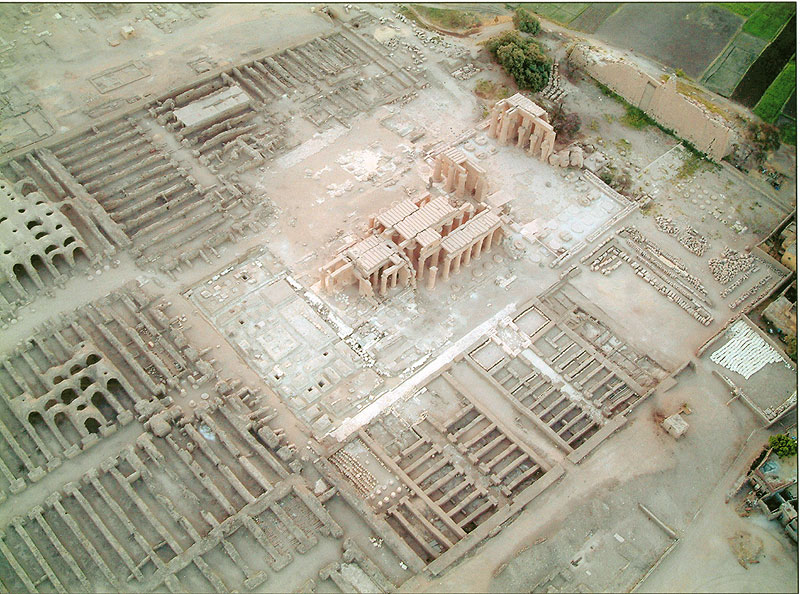
Рамессеум з висоти пташиного польоту

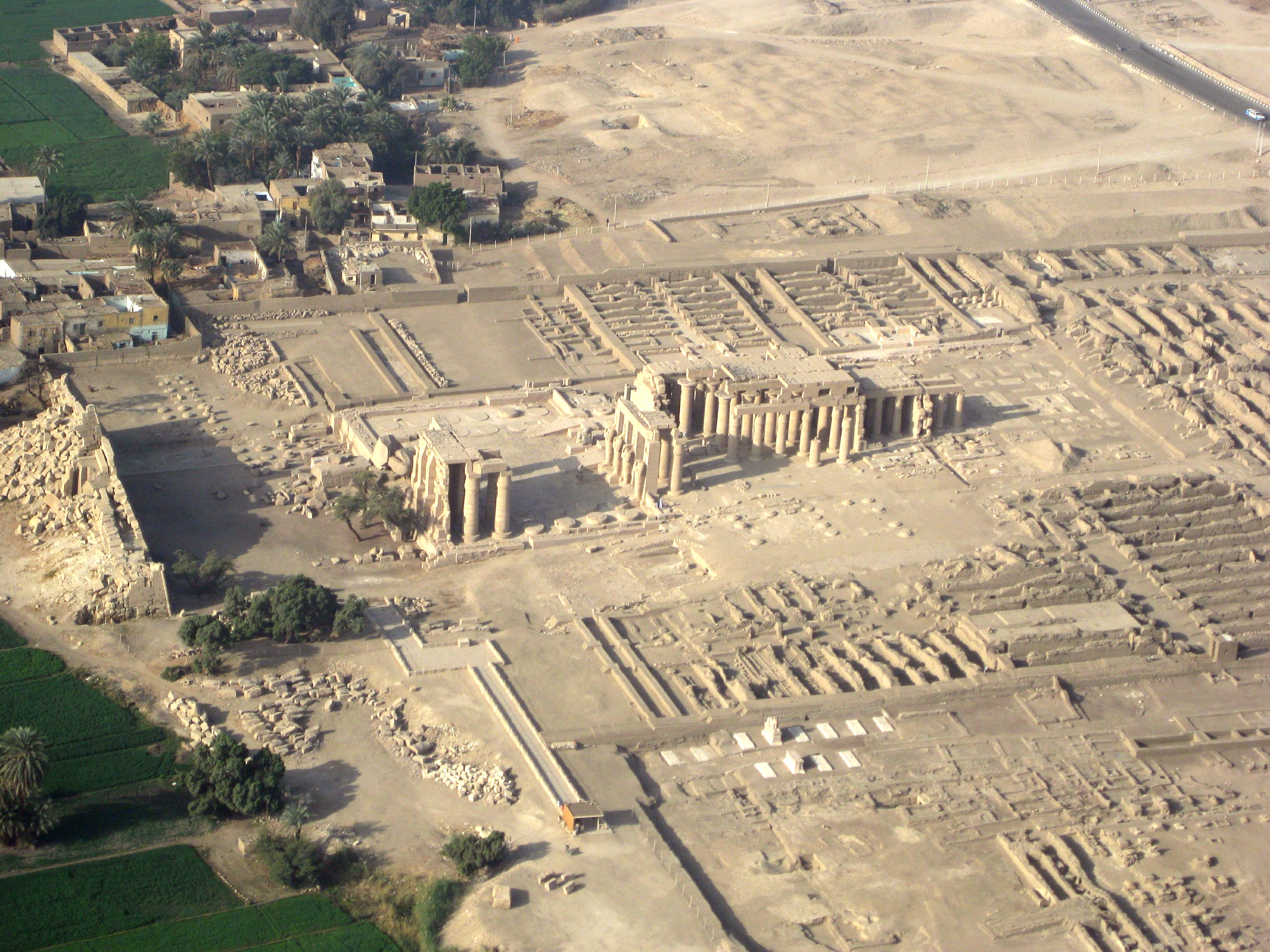
Рамессеум з висоти пташиного польоту

Рамессеум — заупокійний храм фараона Рамсеса II (1279–1213 до н. е.). Лежить в руїнах, але навіть по них видно, що це була грандіозна споруда. Архітектура його така ж, як і пізнішого храму в Медінет-Абу, але масштаби більші.
Стояв у центрі житлового кварталу, обнесеного глиняною стіною. Зліва від храму знаходився павільйон фараона, а праворуч і ззаду — незліченні маленькі будівлі з напівкруглими дахами, що служили житлом для робітників, майстернями і складами. Від Нілу до храму йшов канал.
Поминальні храми, як і піраміди, будувалися за життя фараонів. Монарх сам складав свою біографію, перелік доброчесних вчинків і велів висікати їх на кам'яних стінах храмів. Рамсес II вважав, мабуть, головним подвигом свого життя битву при Кадеші з хетами, хоча, на думку істориків, вона зовсім не була тріумфом єгипетської армії. На обох пілонах Рамессеума зображені сцени цієї битви — так само, як в Луксорському і Карнацькому храмах і в Абу-Сімбелі.
На першому дворі, який розділяє пілони, на землі лежить верхня частина величезної статуї Рамсеса II. Вона, мабуть, була заввишки 18 м разом з п'єдесталом, а важила приблизно 1000 т. У величезній Гіпостильній залі збереглися 29 колон (спочатку було 48), що підтримують залишки склепінь. За залом розташовані дві кімнати. У першій з них знаходиться стеля з зображенням небесних світил. Склади з цегли позаду храму (їх можна легко помітити з пагорба біля дороги) служили коморами. Вони є очевидним свідченням того, що Рамессеум оточували великі угіддя.

## Галерея

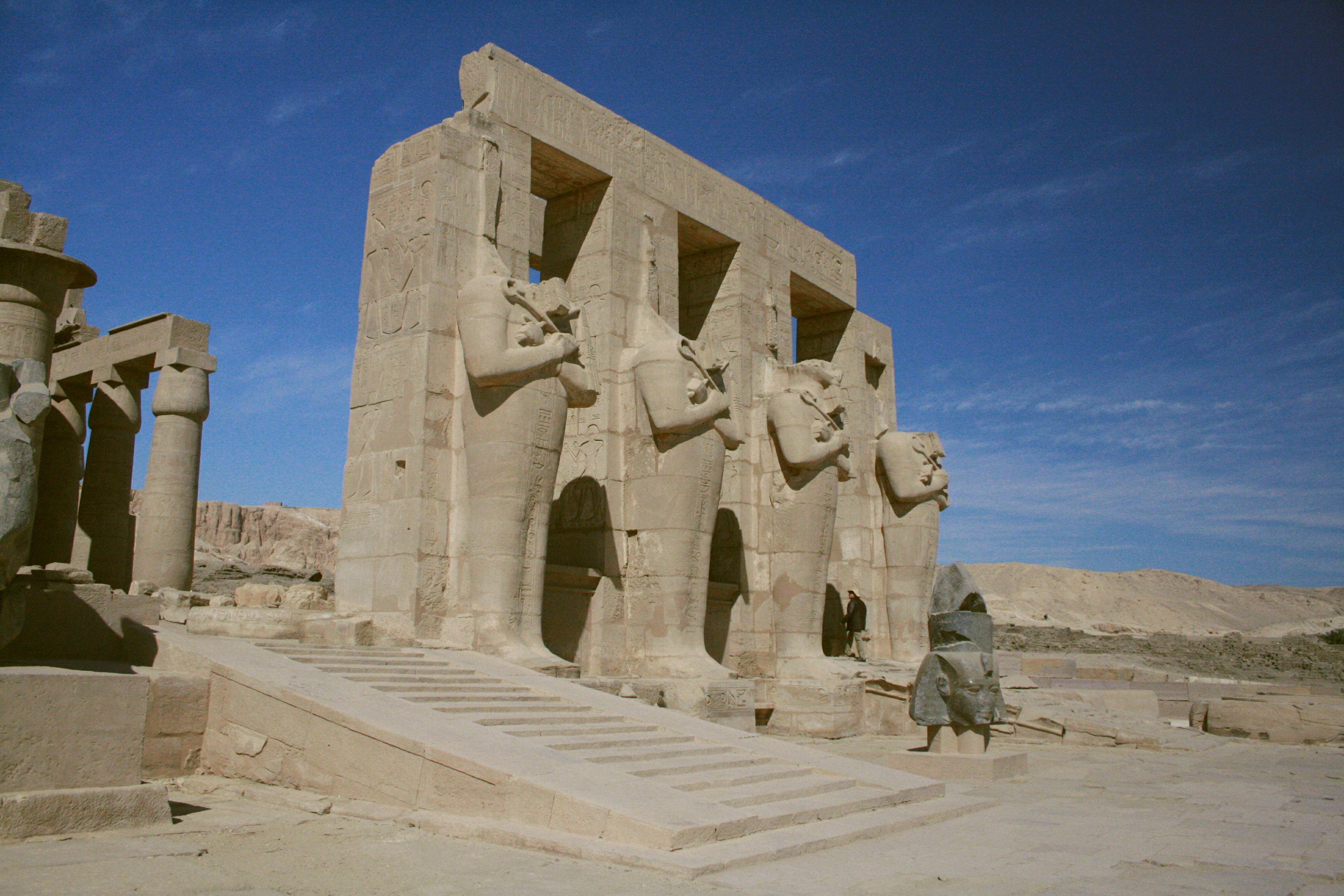
Статуї Осіріса
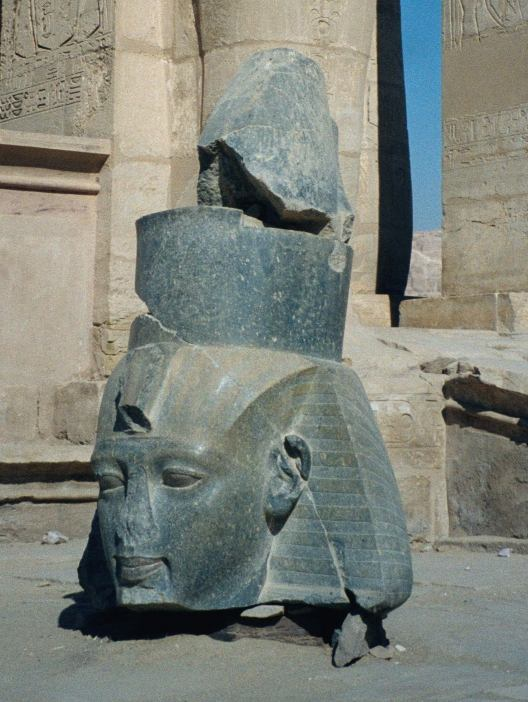
Гранітна голова
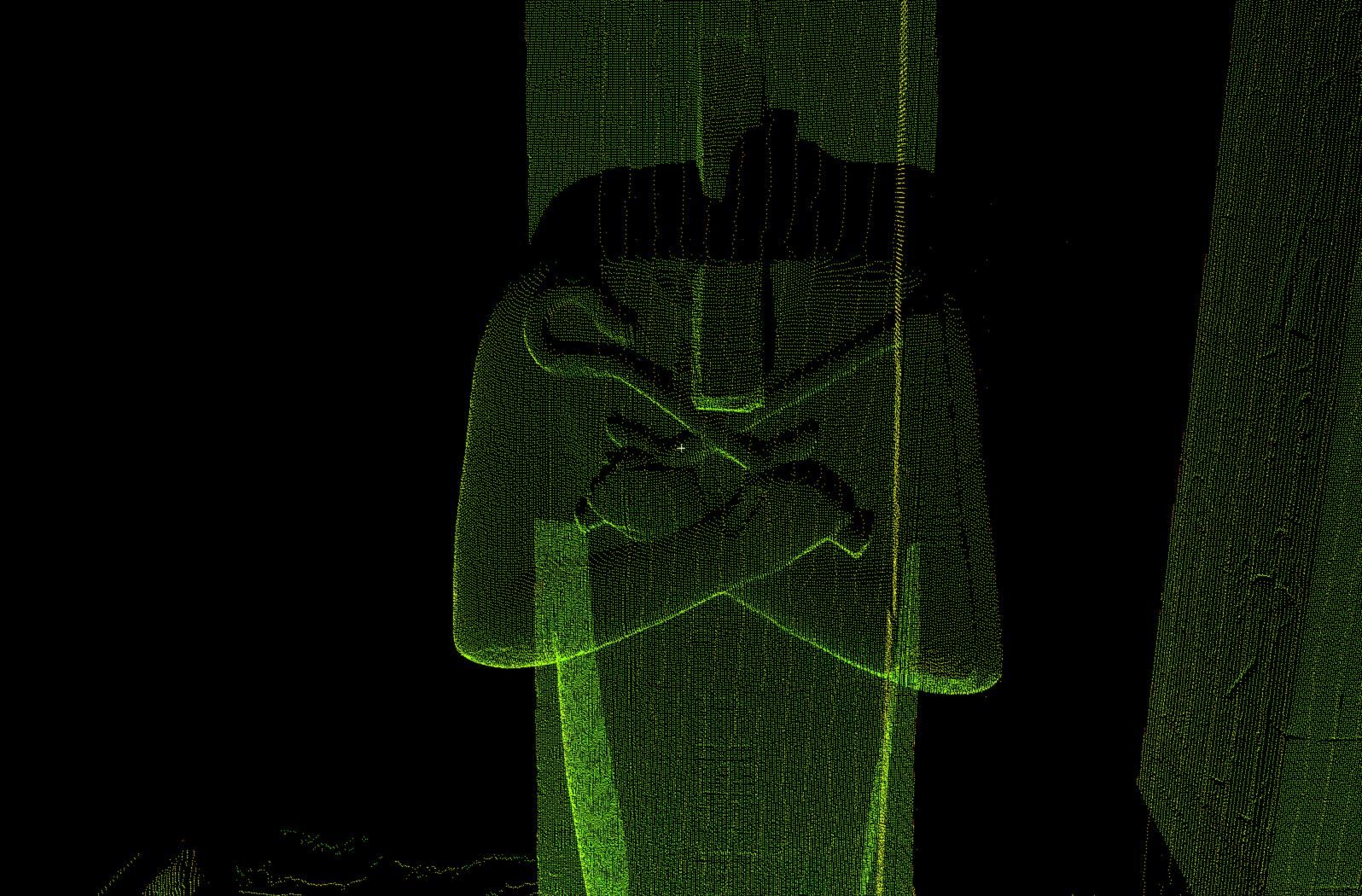
Laser scanned point cloud image of a headless Osiris pillar, second court, from a CyArk/Supreme Council of Antiquities research partnership
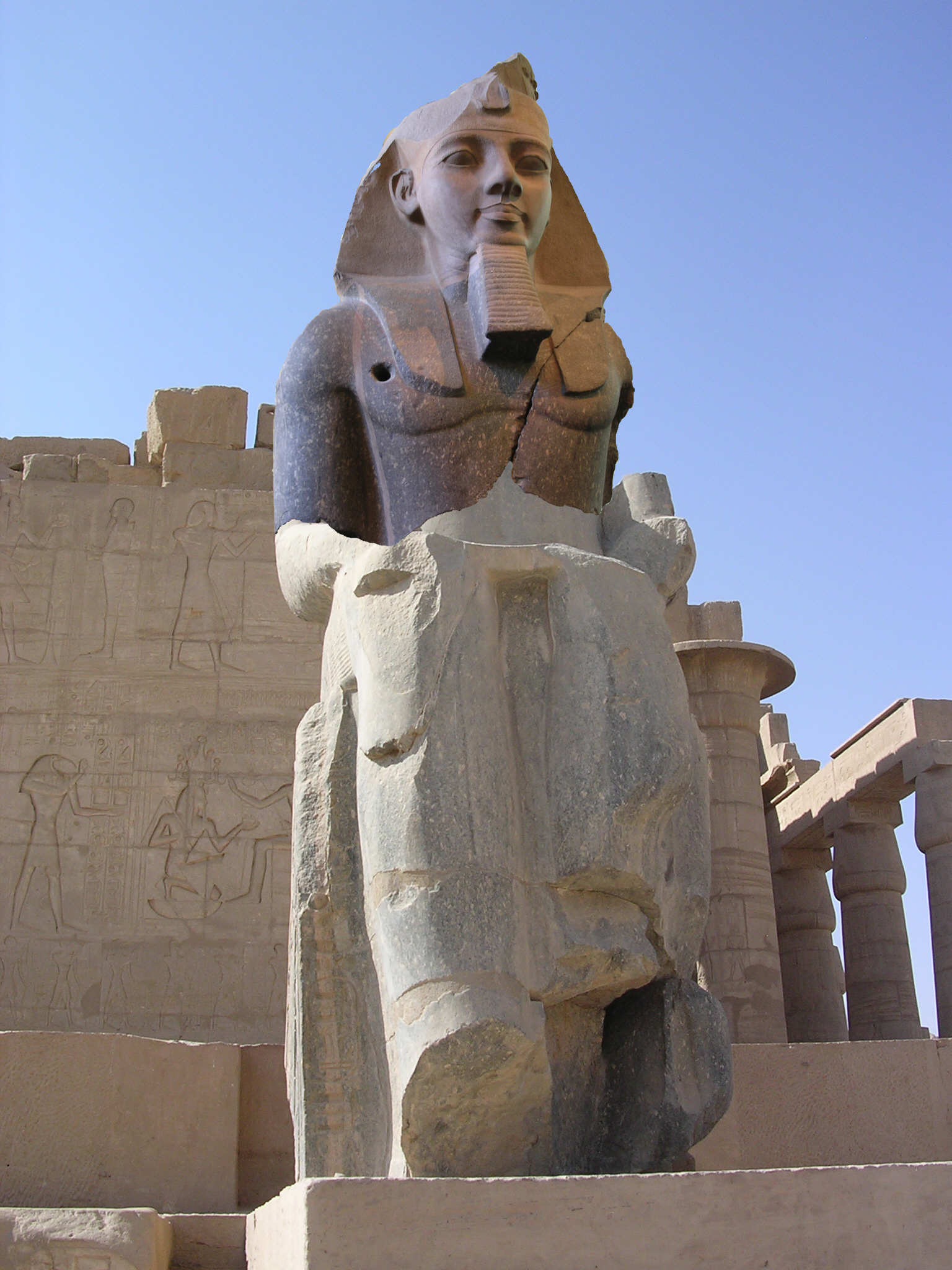
The Younger Memnon in the British Museum digitally restored to its base in the Ramesseum
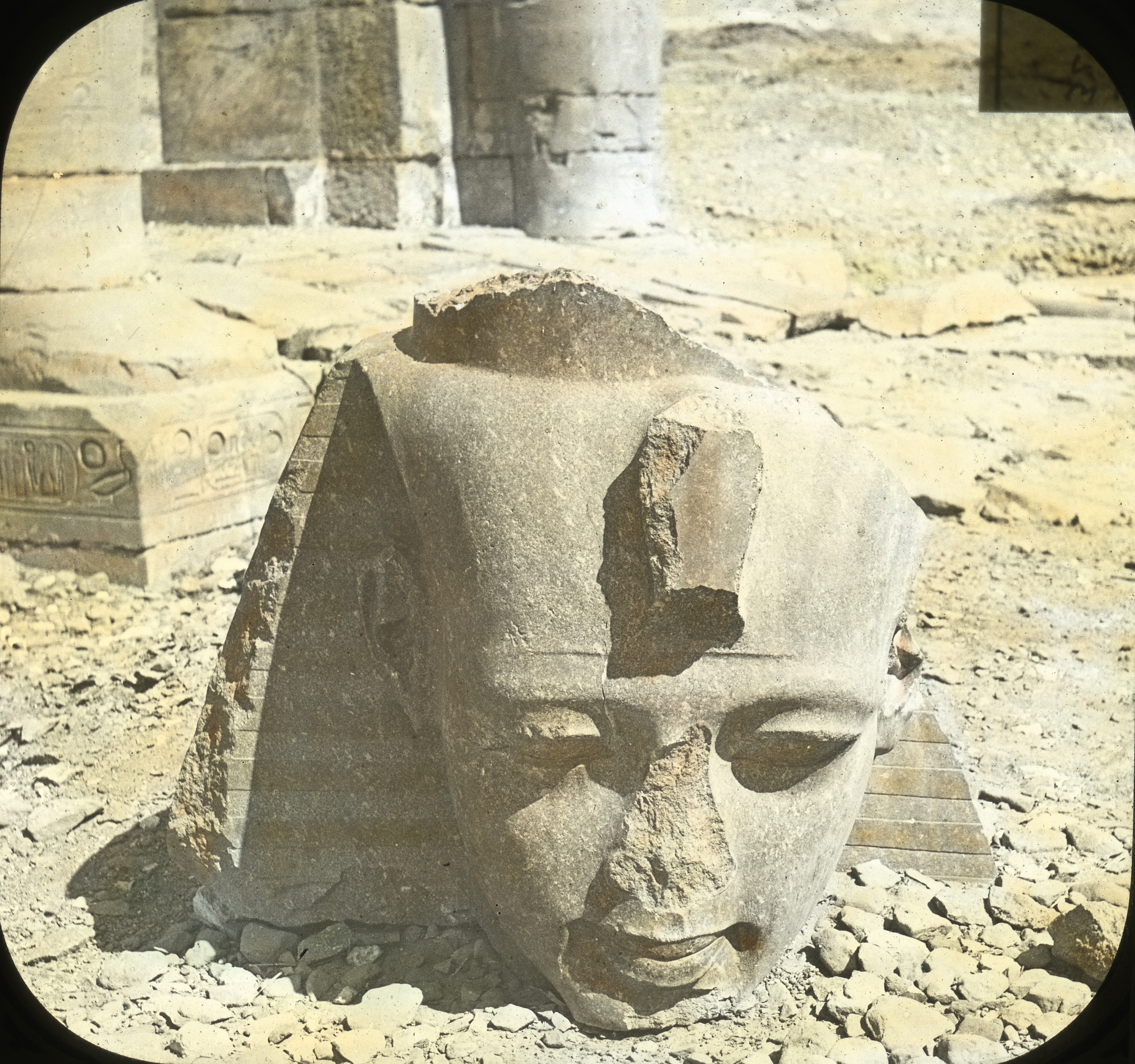
Egypt - The Ramesseum, Head of Colossus of Ramses II, Thebes. 19 Dyn., n.d., Brooklyn Museum Archives
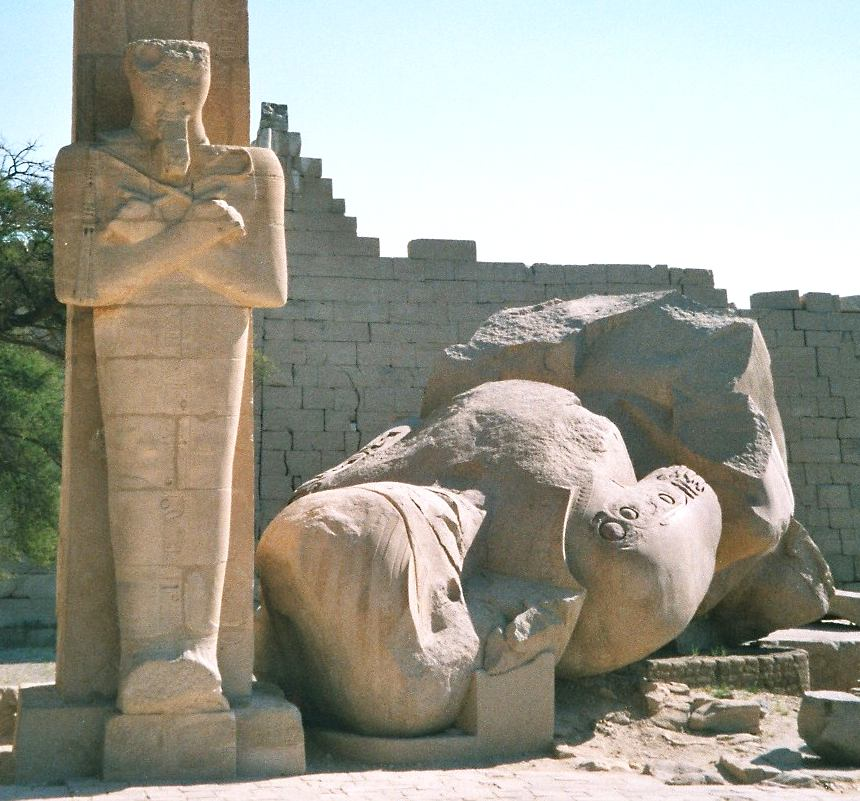
The Ozymandias Colossus
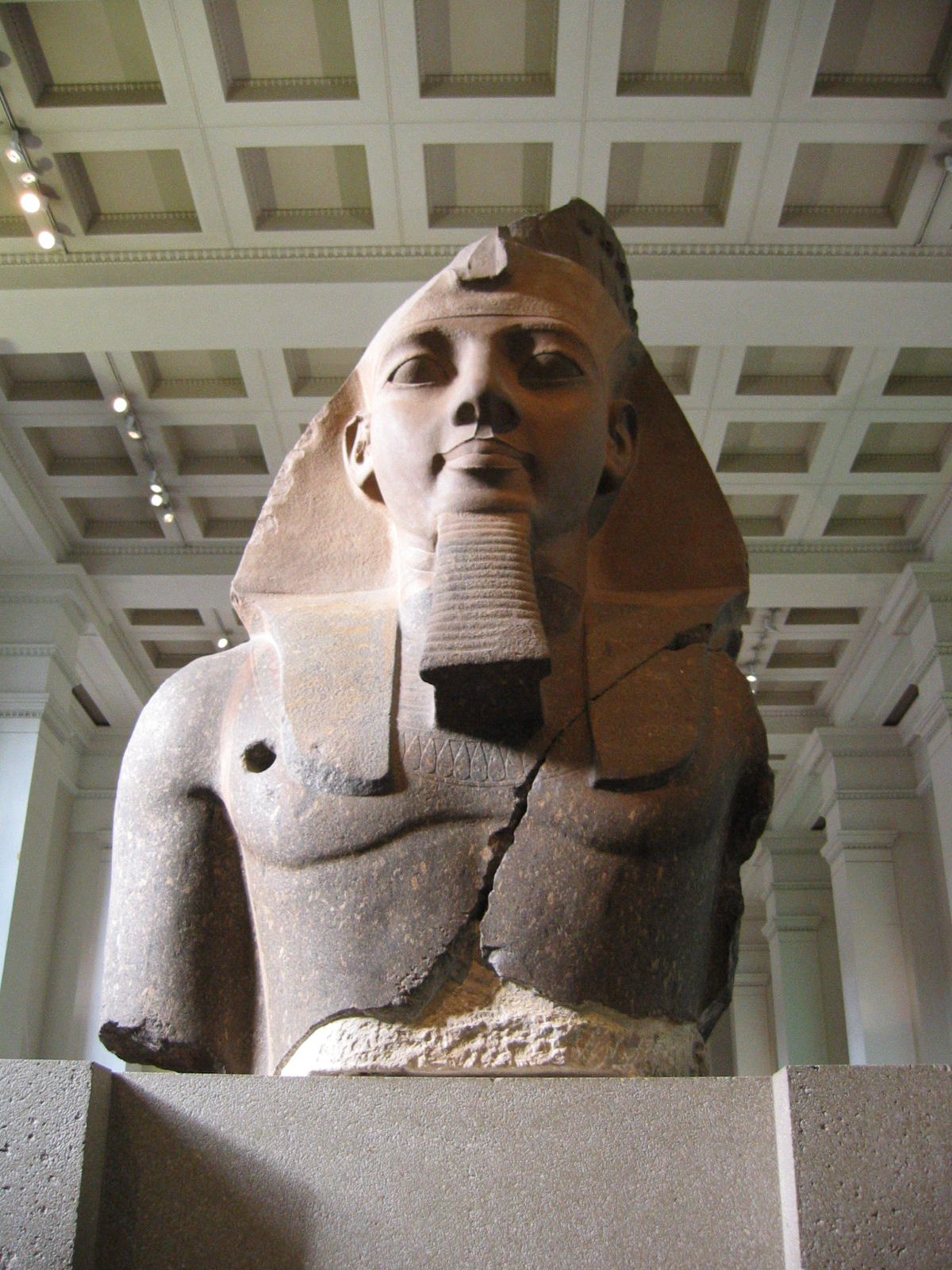
Молодий Мемнон
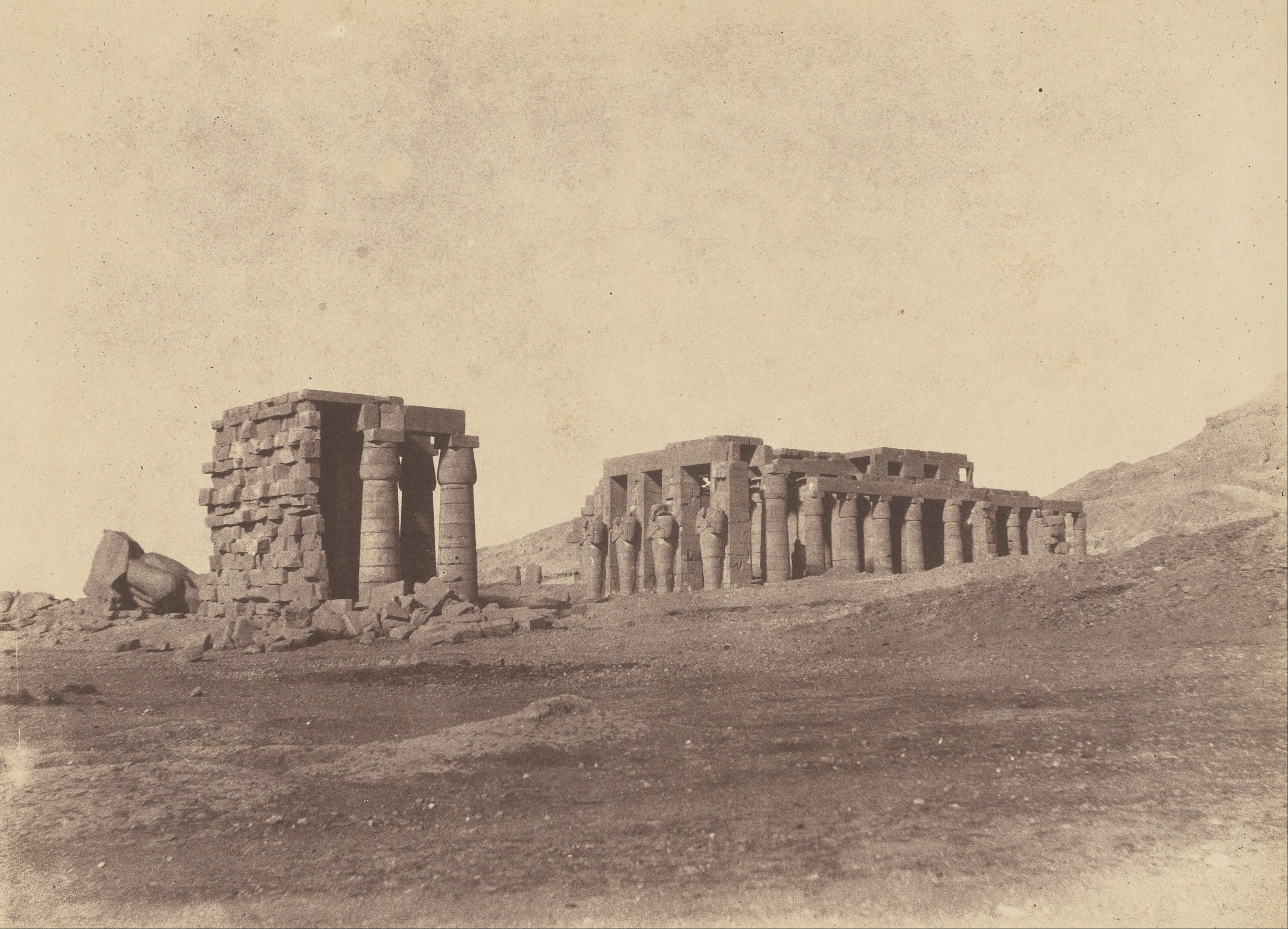
Earliest photos, 1854 by John Beasley Greene
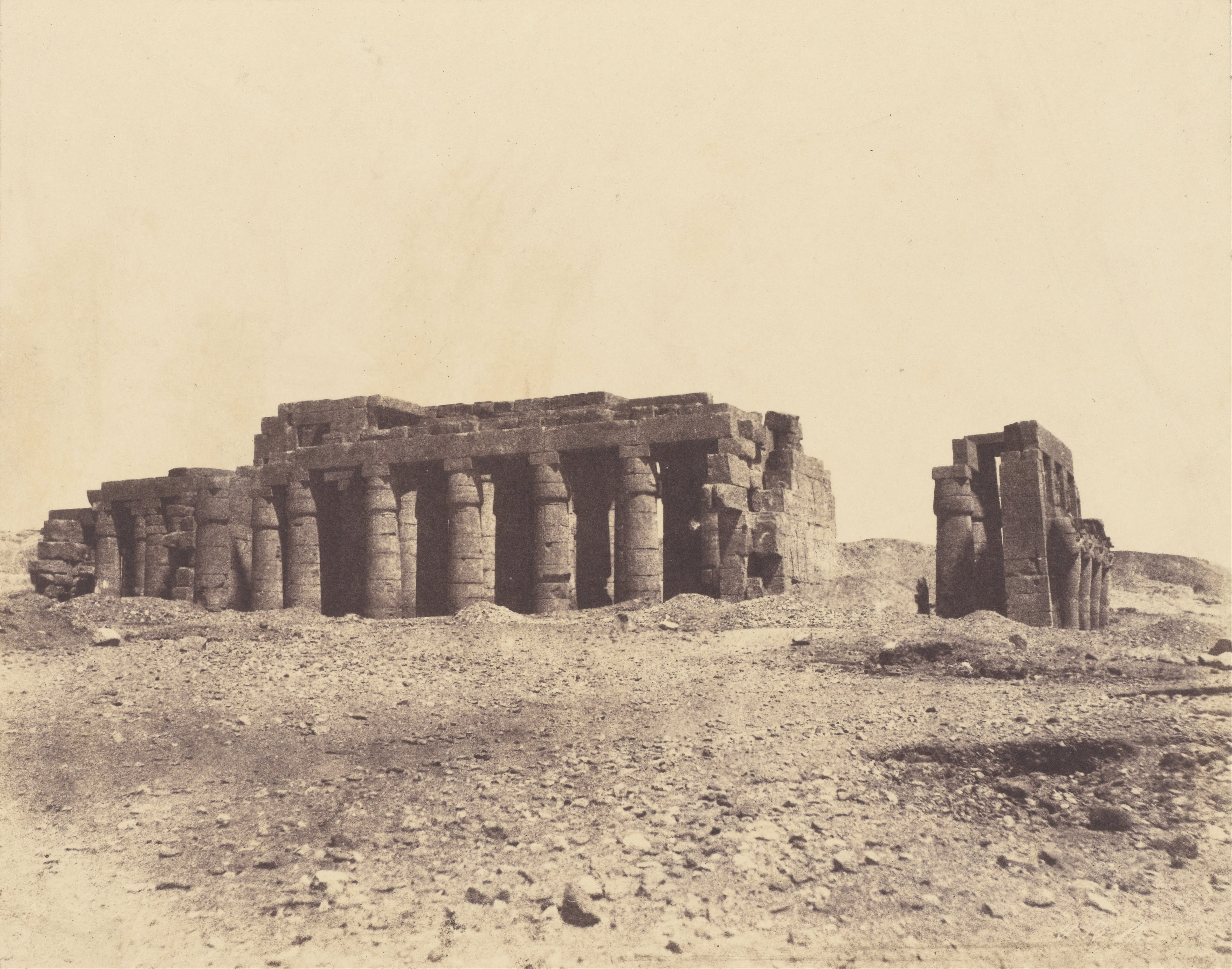
Earliest photos, 1854 by John Beasley Greene
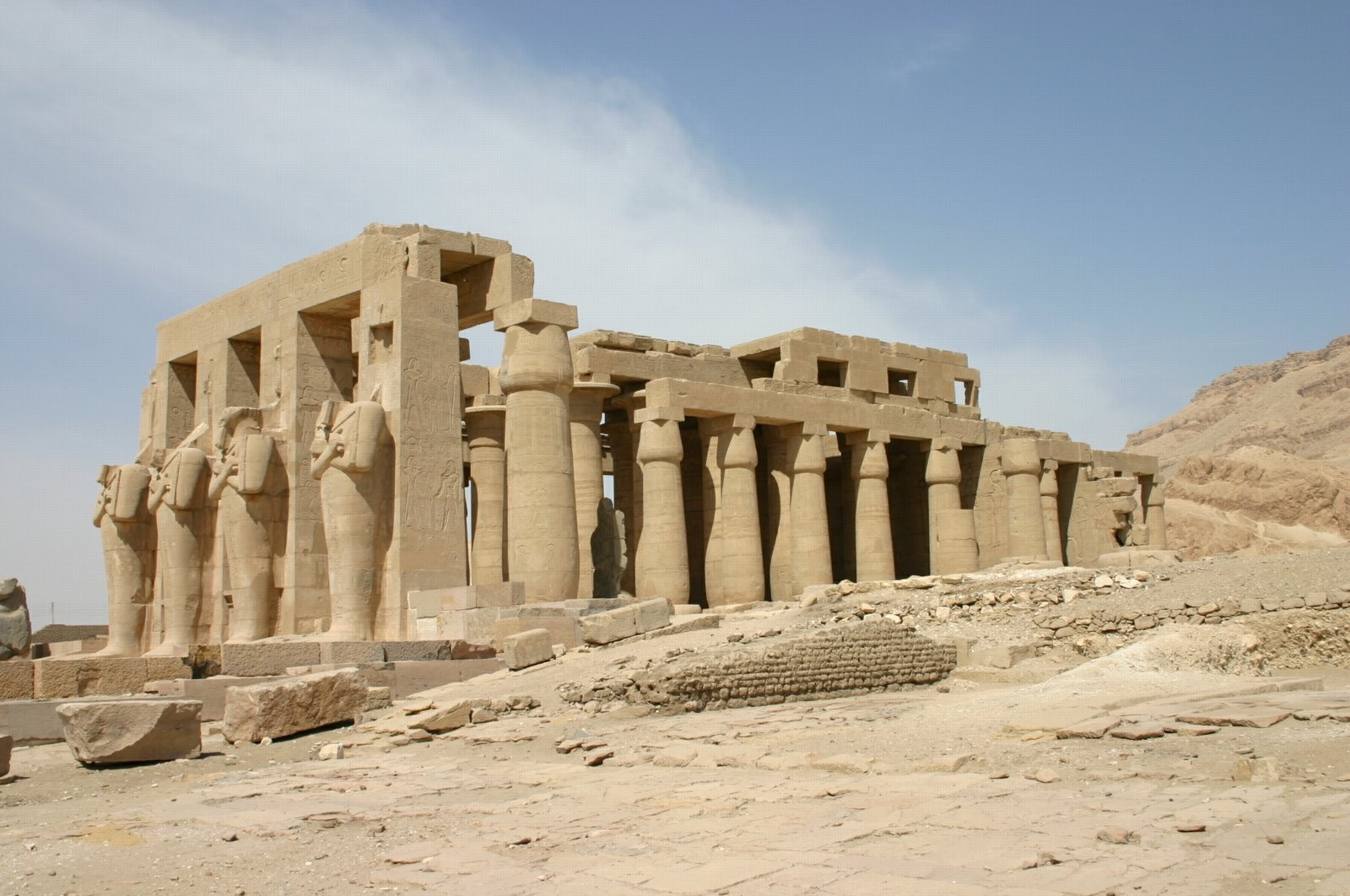
Храм Рамзеса II, Луксор
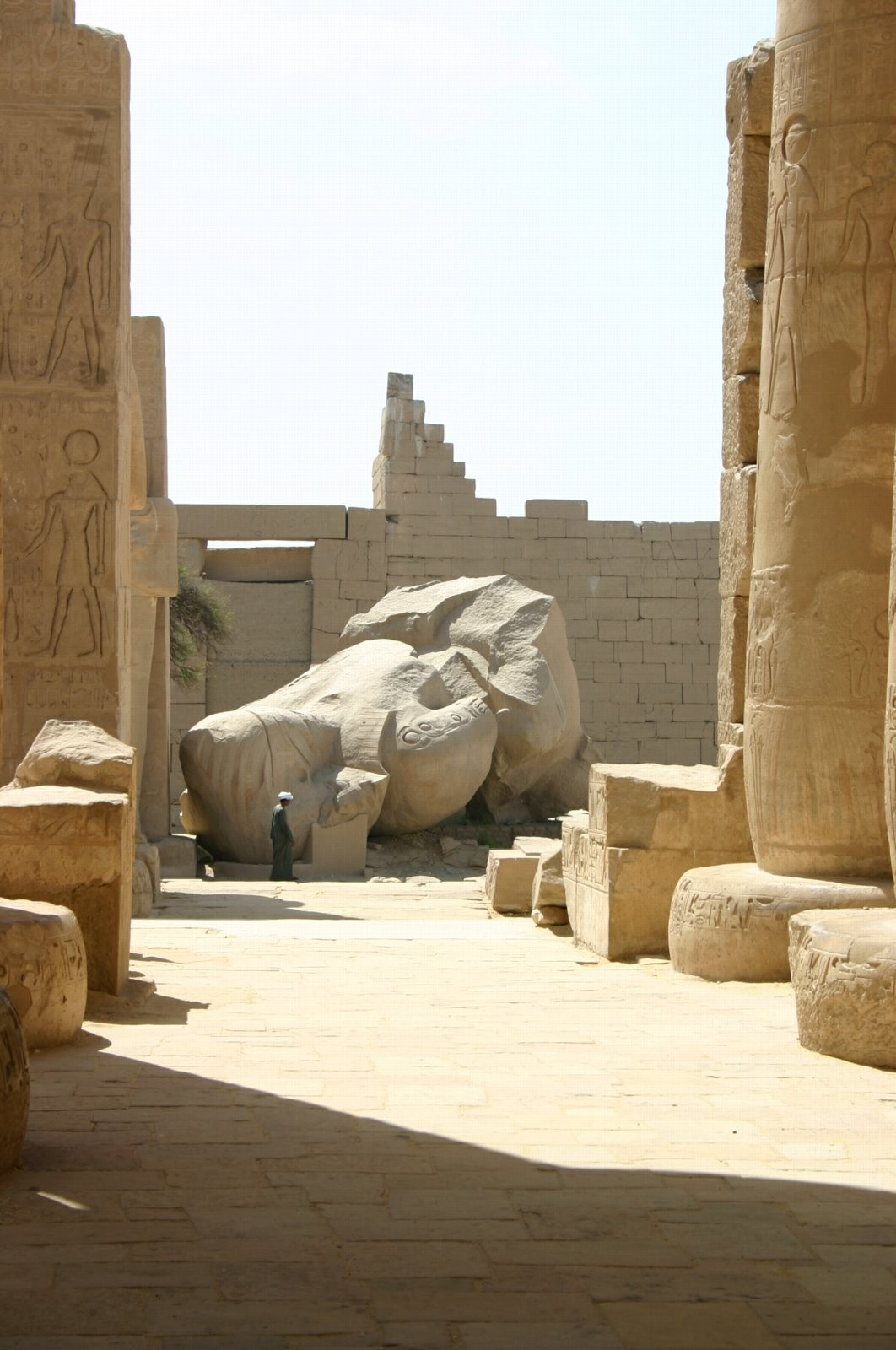
Храм Рамзеса II, Луксор
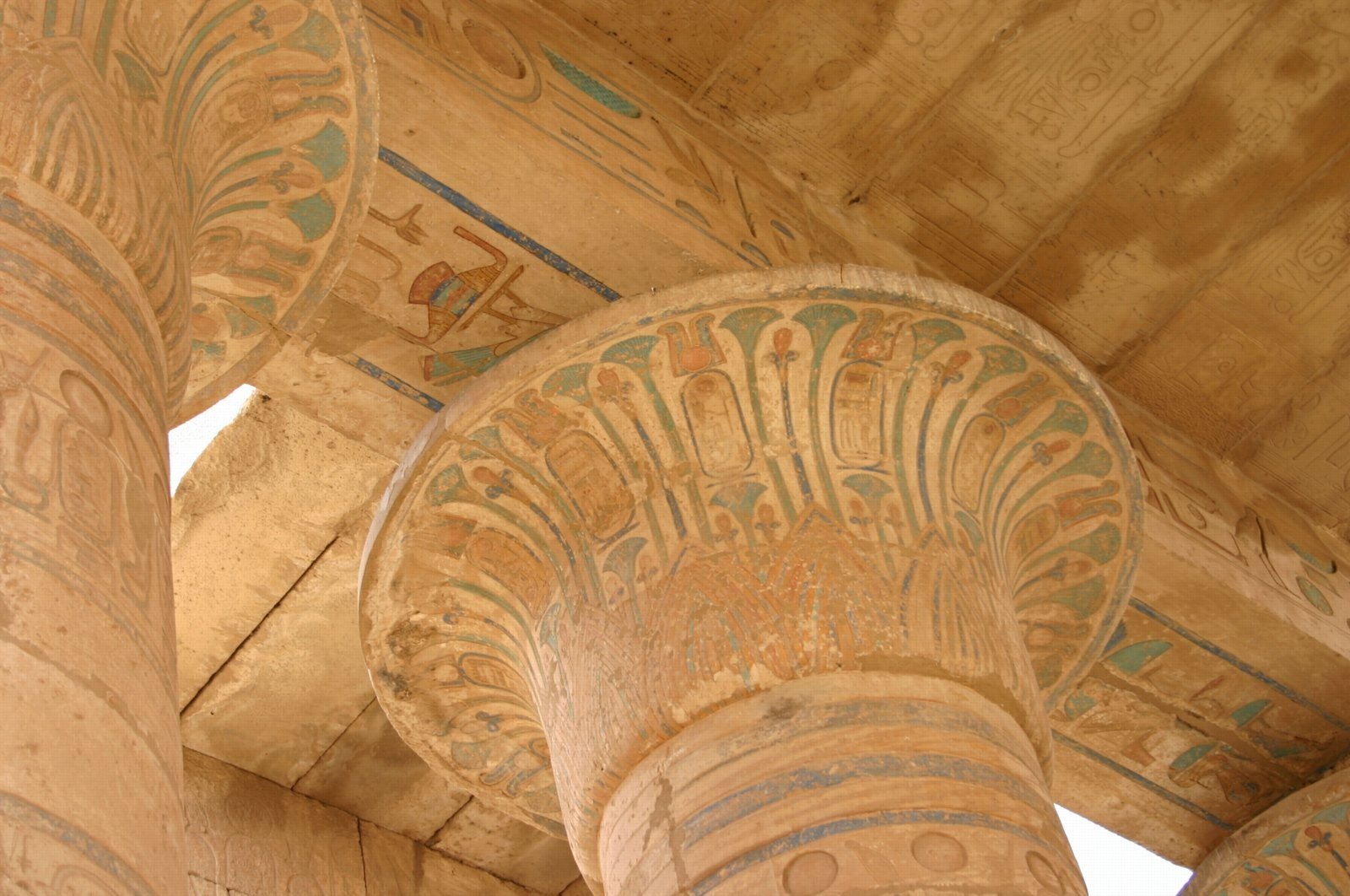
Храм Рамзеса II, Луксор
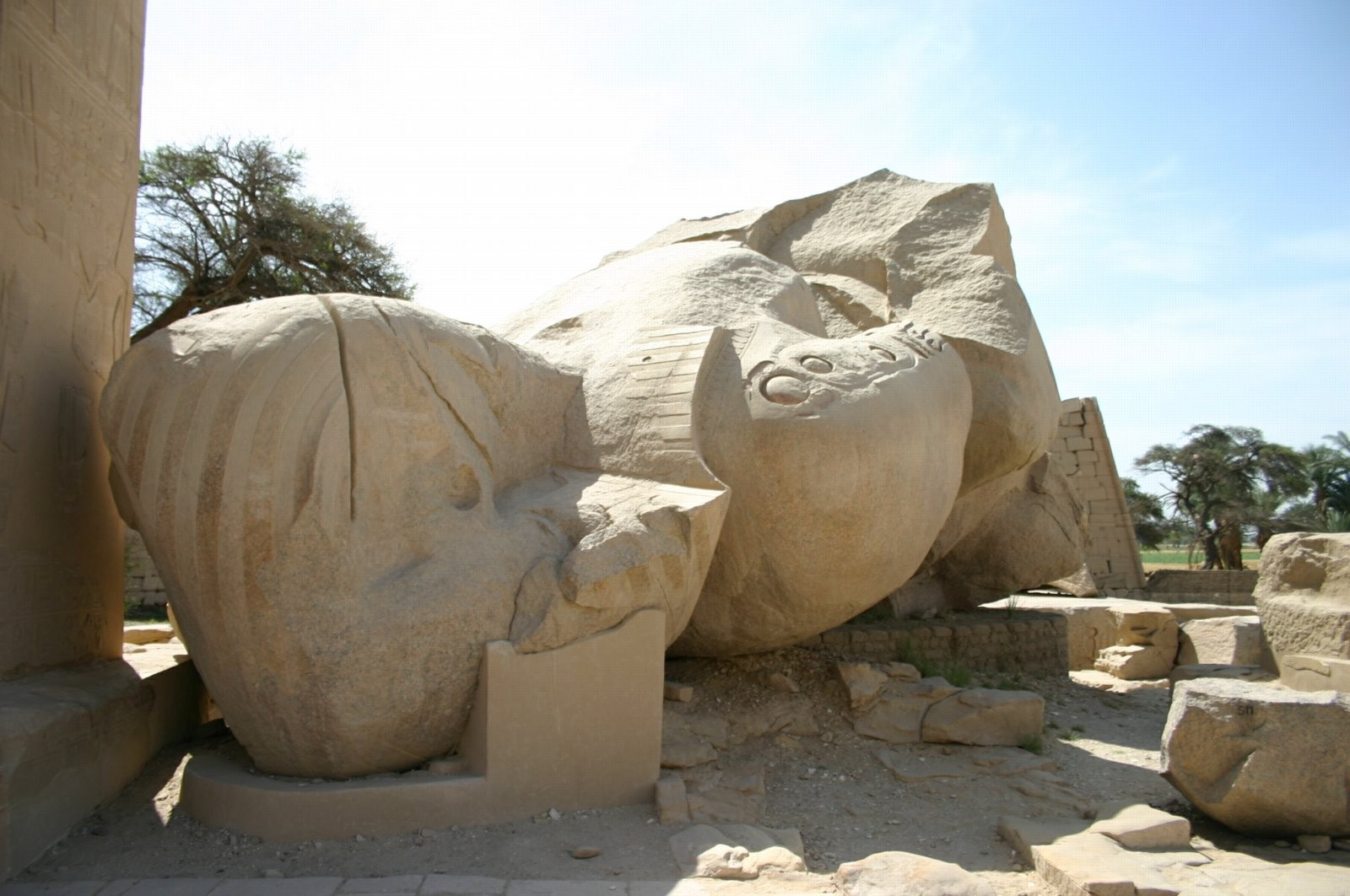
Храм Рамзеса II, Луксор
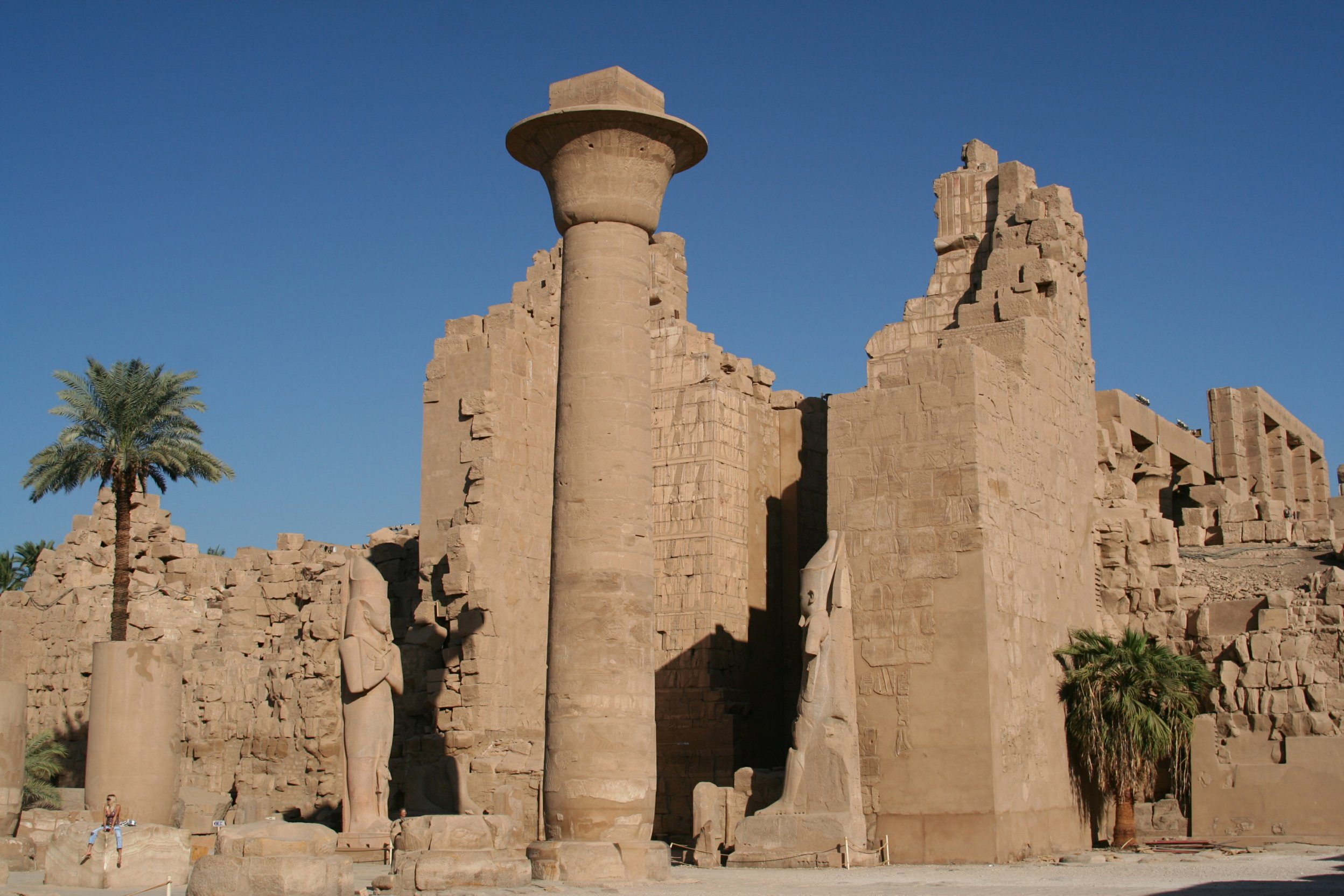
Храм Рамзеса II, Луксор
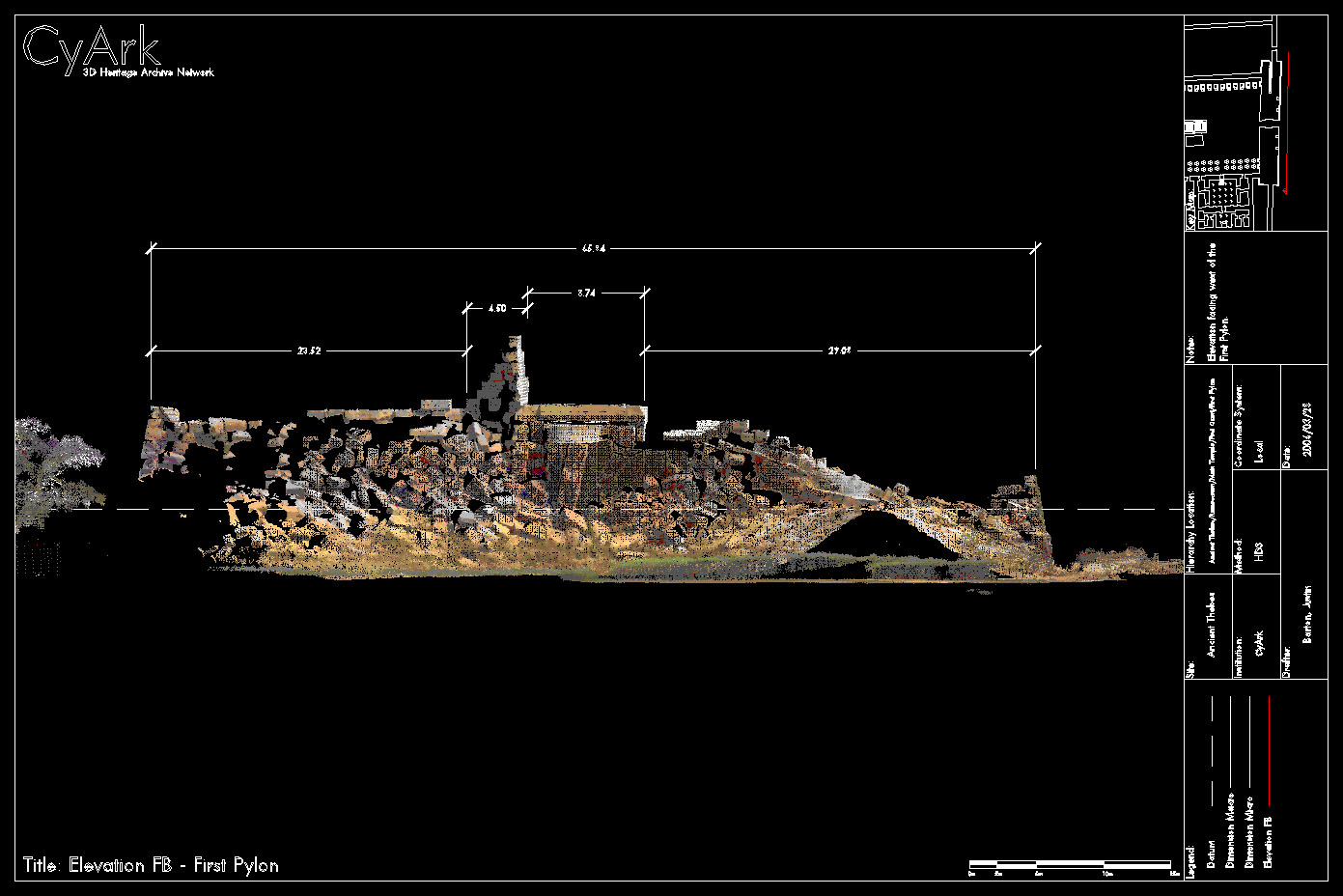
Photo-textured laser scan elevation of Ramesseum First Pylon, Thebes.
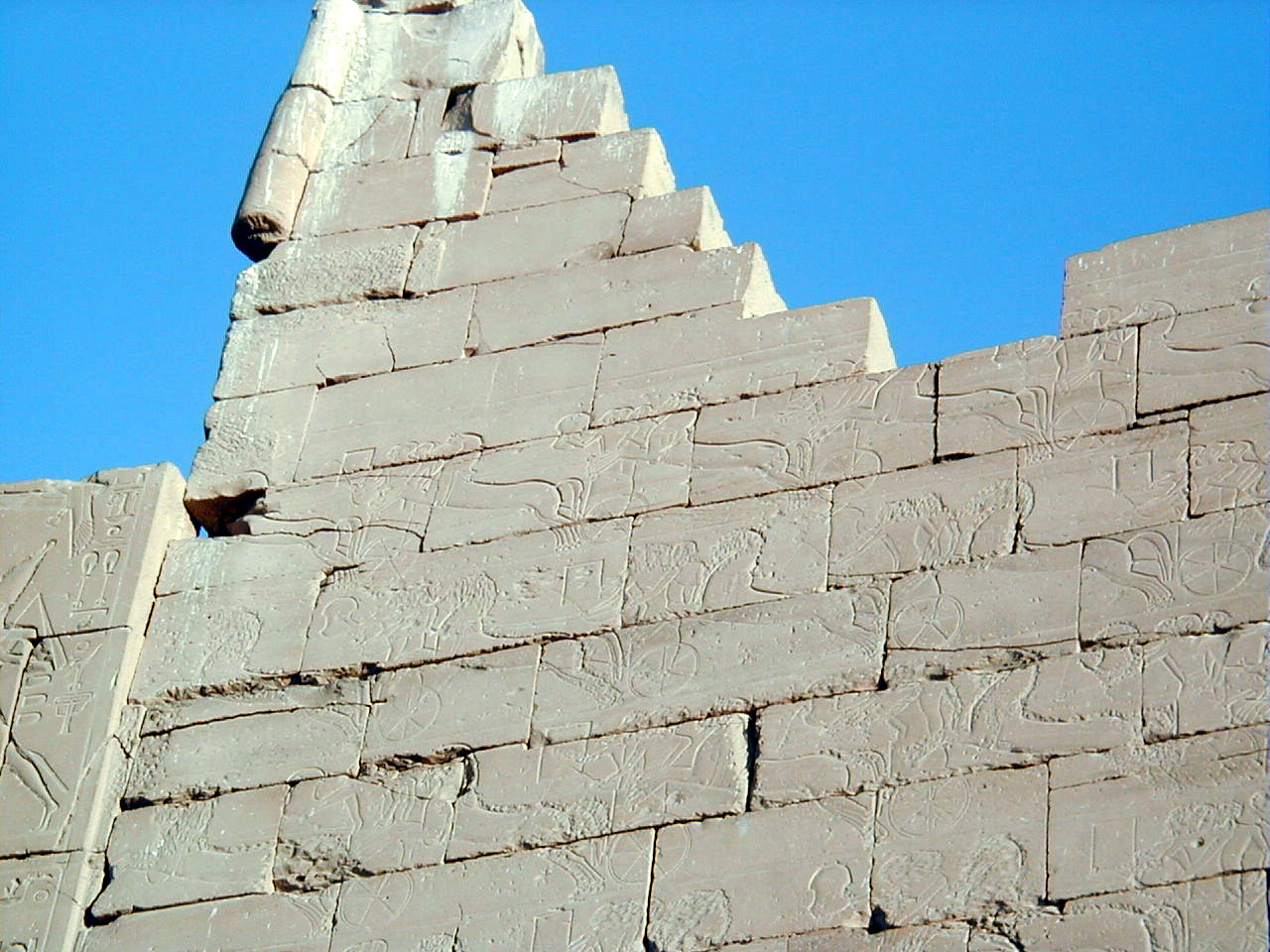
Photo of engraved battle scenes on Ramesseum First Pylon, Thebes.
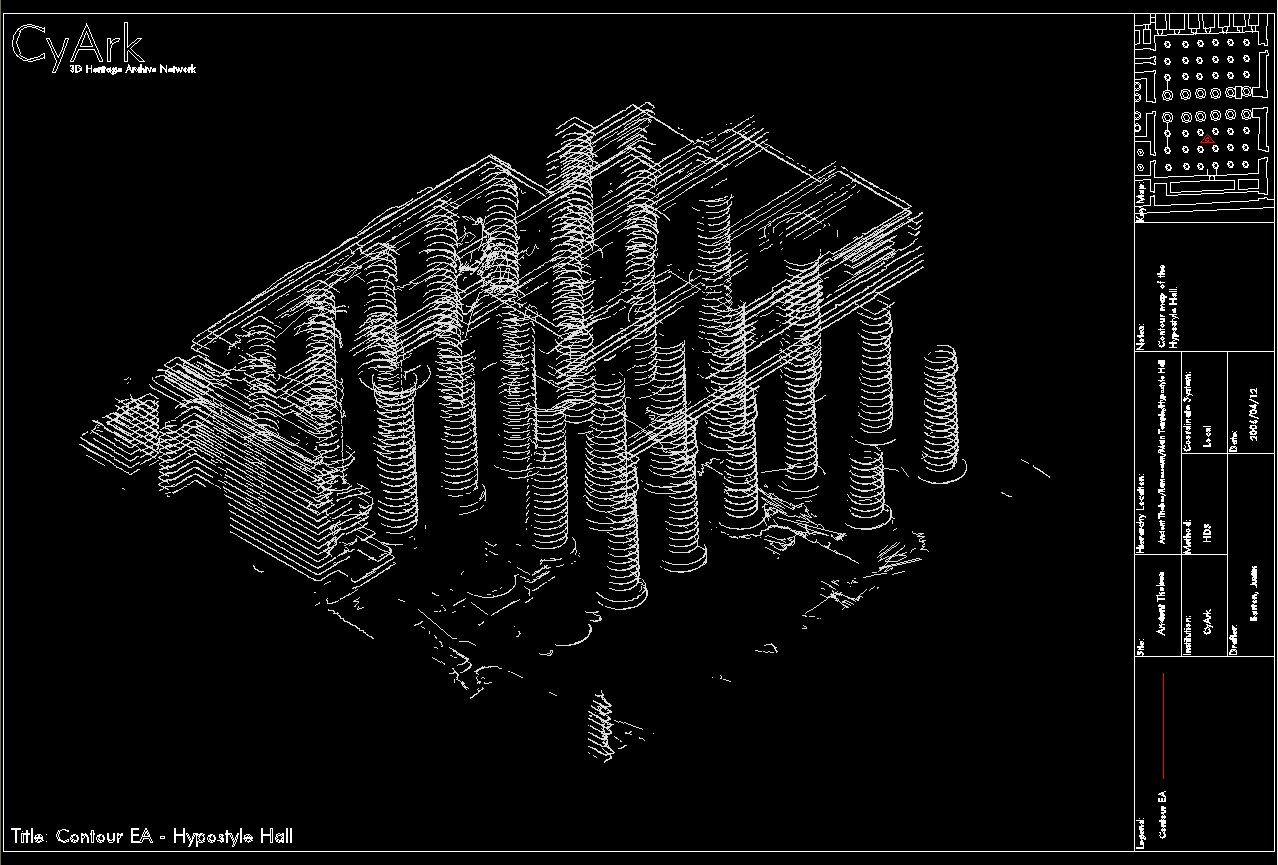
Contour Image of Thebes' Ramesseum Hypostyle Hall, Egypt, cut from a Laser Scan.
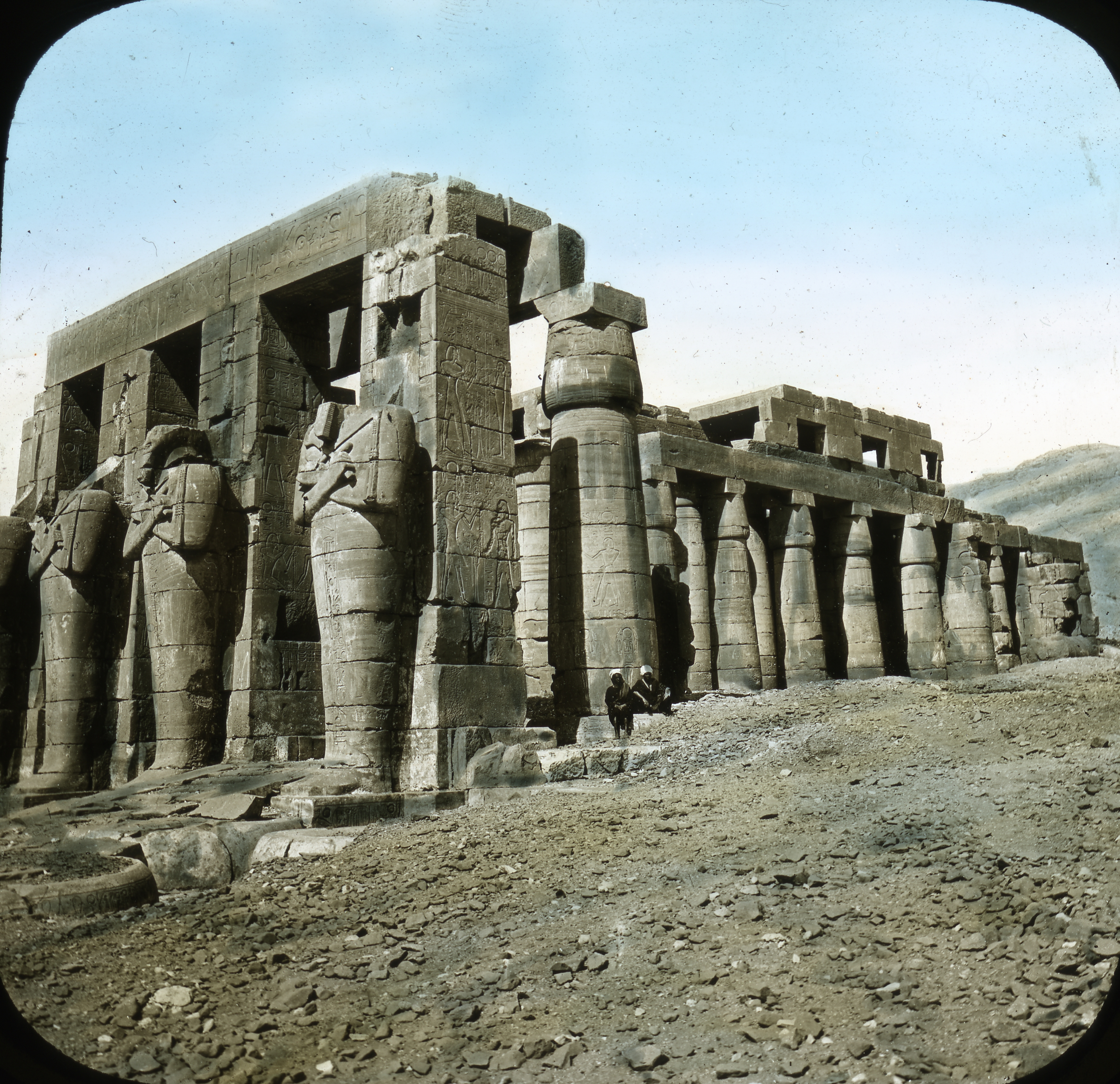
Thebes: Ramesseum., n.d., This slide colored by Joseph Hawkes. Brooklyn Museum Archives (S10.08 Thebes, image 9926).

## Джерело
- University College London: Plan of the Ramesseum site
- Ramesseum Digital Media Archive (photos, laser scans, panoramas), data from an Egyptian Supreme Council of Antiquities/CyArk research partnership
- The Younger Memnon (British Museum)
- Ozymandias (Shelley)
- Ramesseum picture gallery at Remains.se
- drawing by Charles Franklin Head, at the Victoria and Albert Museum, London.